# Peter Buysrogge
Peter Buysrogge (nascido em 1976) é um político belga e membro da Câmara dos Representantes pelo partido da Nova Aliança Flamenga desde 2014.
Buysrogge estudou ciência política na Universidade de Gante e trabalhou como secretário do ex-líder do N-VA Geert Bourgeois. Ele também serviu como vereador da cidade de Sint-Niklaas. Nas eleições federais de 2014 foi eleito membro da Câmara dos Representantes. Ele foi reeleito para a Câmara nas eleições de maio de 2019. Após essas eleições, tornou-se presidente da Comissão de Defesa Parlamentar.